# 1644년
1644년은 금요일로 시작하는 윤년이다.

## 연호
- 명(明) 숭정(崇禎) 17년
- 청(淸) 순치(順治) 원년
- 일본(日本) 간에이(寛永) 21년 / 쇼호(正保) 원년
- 후 레 왕조(後黎朝) 푹타이(福泰) 2년
- 막 왕조(莫朝) 투언득(順德) 7년

## 기년
- 류큐(琉球) 쇼켄왕(尚賢王) 4년
- 명(明) 의종 숭정제(毅宗 崇禎帝) 17년
- 청(淸) 세조 순치제(世祖 順治帝) 원년
- 조선(朝鮮) 인조(仁祖) 22년
- 후 레 왕조(後黎朝) 진종(眞宗) 2년

## 사건
- 9월 15일 - 교황 인노첸시오 10세, 236대 로마 교황 취임.
- 심기원의 옥 발생.
- 명나라 멸망, 청나라 중국 지배.
- 조선의 효종, 청나라의 억류 생활에서 풀려나 귀국.
- 청나라에 볼모로 잡혀 있던 소현세자가 베이징에 70여 일을 머물면서, 독일인 신부 아담 샬 등의 예수회 선교사와 친하게 지냈으며, 그들을 통해 로마 가톨릭과 서양 문물을 접하였다.

## 탄생
- 1월 10일 - 프랑스의 군인, 원수 루이 프랑수아 드 부플레르 공작. (~1711년)
- 4월 7일 - 프랑스 원수 제2대 빌레루아 공작 프랑수아 드 뇌빌. (~1730년)
- 6월 28일 - 에도 시대 전기의 다이묘로서 가이 고후 번 초대 번주 도쿠가와 쓰나시게. (~1678년)

### 미상
- 이탈리아의 현악기 안토니오 스트라디바리. (~1737년)

## 사망
- 7월 29일 - 235대 로마의 교황 교황 우르바노 8세. (1568년~)
- 4월 25일 - 명나라의 제16대 황제 숭정제. (1611년~)